# Borozel
Borozel – wieś w Rumunii, w okręgu Bihor, w gminie Borod. W 2011 roku liczyła 619
mieszkańców.